# Дружківський порцеляновий завод
Дружківський порцеляновий завод — підприємство порцеляно-фаянсової промисловості, розташоване в місті Дружківка Донецької області.

## Історія
Дружківський порцеляновий завод було збудовано в 1971 році, в листопаді 1971 роки випустив перші порцелянові вироби і був введений до експлуатації в 1972 році, він став одним з найбільших і найсучасніших підприємств порцеляново-фаянсової промисловості на території УРСР (виробничі потужності заводу становили 25 млн порцелянових виробів в рік, максимальні обсяги виробництва досягали 26,5 млн порцелянових виробів в рік).
Всі виробничі процеси були механізовані, основною продукцією була порцеляна (в першу чергу, чайна, кавова і столовий посуд), також виготовлялися статуетки й інші художні вироби. Завод працював в кооперації з іншими підприємствами міста (поліпшення устаткування і оснащення проходило під керівництвом інженера Дружківського машинобудівного заводу В. Д. Калашника, пізніше обійняв посаду головного конструктора порцелянового заводу: він зумів внести корективи в гідросхеми пресів і вдосконалити ланцюгові штовхачі, що застосовувалися при переміщенні фарфорових виробів).
У 1983 році до заводу було проведено гілку трамваю.
За радянських часів завод був одним з провідних підприємств міста, на балансі підприємства перебували об'єкти соціальної інфраструктури.

### Після відновлення незалежності
Після здобуття Україною незалежності державний завод було перетворено на товариство з обмеженою відповідальністю.
Вступ України до СОТ в травні 2008 року (з подальшим збільшенням імпорту в країну готових порцелянових виробів) і фінансова криза, яка розпочалася в 2008 році ускладнили діяльність заводу, але в 2010 році ситуація стабілізувалася, до початку 2011 року завод збільшив обсяги реалізації продукції. У 2012 році завод інвестував 106 млн. гривень в оснащення цеху.
20 травня 2013 року за результатами розгляду заяви українських підприємств-виробників порцеляни (яке підписав і ТОВ «Дружківський порцеляновий завод») Міжвідомча комісія з міжнародної торгівлі України ухвалила рішення про проведення спеціального розслідування щодо імпорту в Україну порцелянового посуду. За результатами розслідування ММРТ, 23 квітня 2014 року уряд України ввів спеціальне мито в розмірі 35,6 % на імпорт до країни посуду, столових і кухонних приладів з порцеляни незалежно від країни походження (у зв'язку з введенням заборони, навесні 2015 року Египет заявив протест в комітет із захисних заходів СОТ, але мито скасоване не було).
У 2013 році на заводі була введена в дію нова німецька виробнича лінія з випуску ресторанної порцеляни, в результаті номенклатура продукції, що випускається збільшилася. Після початку війни на сході України на роботу були прийняті 9 переселенців із зони бойових дій, що збільшило загальну чисельність працівників підприємства до 340 осіб.
В травні 2017 року завод став єдиним виробником порцеляни на території України і виступив за продовження терміну дії мита на імпорт до країни порцелянових виробів іноземного виробництва.
В 2018 році Дружківський порцеляновий завод у Донецькій області, який є єдиним виробником порцеляни на території України, виставили на продаж. Інформацію про це 3 січня оприлюднили в державній системі електронних торгів заарештованим майном.
На 2018 рік на підприємстві працює 371 людина. Незважаючи на падіння обсягів реалізації минулого року, все ж вдалося підняти зарплату на 30%. Середній її рівень досяг 5100 грн. Основною проблемою підприємства є брак спеціалізованих кадрів. Доводиться проводити навчання на місці. Вартість енергоносіїв, що займають близько 40% собівартості продукції, також суттєва проблема для заводу. 

## Керівництво
- Локтенко Роман Анатолійович